# Katepan
Der Katepan (mittelgriechisch: ὁ κατεπάνω, „der oben Platzierte“) war ein höherer militärischer Rang und Titel im Byzantinischen Reich. Der Begriff wurde latinisiert als catepanus. Aufgrund der Paronomasie scheint es mit dem lateinischen Begriff capitaneus verwechselt worden zu sein, das vom lateinischen Wort caput für „Kopf“ abstammt und dem deutschen Wort "Kapitän" und seinen Äquivalente in anderen Sprachen zugrunde liegt („Captain“, „Capitan“, „Kapitan“, „El Capitan“, „Il Capitano“, „Kapudan Pasha“ etc.). Der Herrschaftsbereich des Katepan heißt Katepanat.

## Geschichte
Der Begriff wird zum ersten Mal im 9. Jahrhundert im Sinne von „Befehlshaber“ für zwei unterschiedliche Ämter verwendet: für den Befehlshaber der basilikoi anthrōpoi (‚kaiserliche Männer‘), niedrigrangige höfische Würdenträger, und für den Befehlshaber des Mardaiten-Kommandos der byzantinischen Marine im thema der Kibyrrhaioten im südlichen Kleinasien.
Im Gefolge der großen östlichen Eroberungen der 960er Jahre bekommt der Titel jedoch eine spezifischere Bedeutung.
Die neuerworbenen Grenzregionen wurden in kleinere themata unterteilt und in größeren regionalen Kommandoeinheiten zusammengefasst, die entweder von einem doux ("Fürst") oder eben einem Katepan geführt wurden. Dies waren die Fürstentümer oder Katepanate von Antiochia, das die südöstliche Grenze im nördlichen Syria umfasste, Mesopotamia im Osten um den Euphrat herum, und Chaldia im Nord-Osten. Unter der Herrschaft des Kaisers Basileios II. (976-1025) wurde die Ostgrenze noch weiter ausgedehnt und im Jahre 1022 der Katepanat von Iberia errichtet.
Im Westen des Reiches lag der heute bekannteste Katepanat Italien. Nach dem erfolgreichen Abschluss der byzantinisch-bulgarischen Kriege ist auch ein Katepan von Bulgaria belegt. Und schließlich ist noch ein serbischer Katepan belegt unter dem Namen ‚Katepan von Ras‘.
Mit den massiven territorialen Verlusten des 11. Jahrhunderts verschwindet das Amt im Sinne eines mit weitreichenden Befugnissen ausgestatteten militärischen Kommandanten. Auf einer eher lokalen Ebene bleibt allerdings eine damit begrifflich verwandte administrative Einheit erhalten: Während der Herrschaft der Komnenen  und der Palaiologen bezeichnet katepanikion einige weniger wichtige administrative Regionen in Kleinasien und Europa.
Dies waren nur kleine Teilbereiche der ehemaligen themata, und sie bestanden aus wenig mehr als einer befestigten Hauptstadt (dem kastron) und seiner Umgebung. Zur Zeit der Palaiologen wurde der Katepanat von einem kephalē (griechisch: κεφαλή, „Kopf“) regiert, der dort oberste zivile und militärische Gewalt in seinem Amt vereinte. Wie viele byzantinische Institutionen wurde auch das Katepanat im Zweiten Bulgarischen Reich adaptiert.